# معدل العمالة

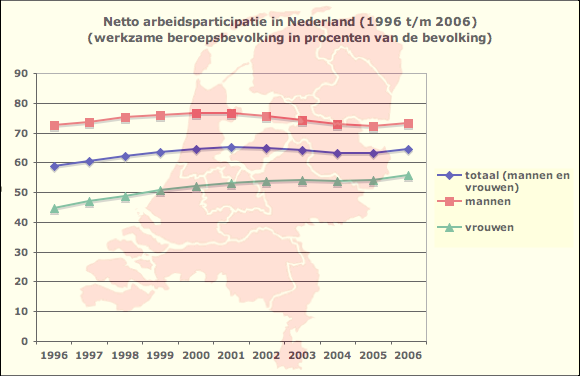

حددت منظمة التعاون الاقتصادي والتنمية معدل العمالة كنسبة مئوية من السكان في سن العمل (بالأعمار من 15 حتي 64 سنة في معظم دول منظمة التعاون والتنمية) الذين يعملون حاليًا. ووفقاً لمنظمة العمل الدولية يعتبر الشخص عامل إذا كان قد عمل ما لا يقل عن ساعة عمل واحدة في عمل «مربح» على الأكثر في الأسبوع الأخير.